# Cathay-Pacific-Flug 700Z
Der Cathay-Pacific-Flug 700Z war ein Linienflug der Cathay Pacific von Singapur über Bangkok nach Hongkong, auf dem am 15. Juni 1972 eine Convair CV-880 nach einer Bombenexplosion über Südvietnam auseinanderbrach und abstürzte. Alle 81 Insassen kamen ums Leben. Es handelt sich um den schwersten Flugunfall einer Convair CV-880.

## Flugzeug
Die Convair CV-880 mit dem Luftfahrzeugkennzeichen VR-HFZ absolvierte 1961 ihren Erstflug und war zum Zeitpunkt des Unfalls etwa elf Jahre alt.

## Ablauf
Die Maschine hob um 04:55 UTC in Bangkok in Richtung Hongkong ab und stieg auf die Reiseflughöhe von 29.000 Fuß (ca. 8800 Meter). Um 05:42 Uhr nahmen die Piloten Kontakt mit der Bezirkskontrollstelle Saigon auf. 17 Minuten später, um 05:59 Uhr, explodierte eine in einem Kosmetikkasten platzierte Bombe unter einem Sitz auf der rechten Seite über der Tragfläche in der Passagierkabine, woraufhin Teile des Rumpfes und der Kabine wichtige Steuerelemente wie Höhen- und Seitenleitwerk beschädigten. Die schwer beschädigte Maschine ging in einen rapiden Sturzflug über und brach noch vor dem Aufprall in der Luft auseinander. Die brennenden Trümmer der Maschine stürzten in einen Dschungel des zentralen Hochlandes, etwa 55 Kilometer südöstlich der Stadt Pleiku. Alle 71 Passagiere und 10 Besatzungsmitglieder kamen beim Absturz ums Leben. Es handelte sich dabei um den schwersten Unfall einer Convair CV-880 und einer Maschine der Cathay Pacific und gleichzeitig um den bisher (Ende 2019) letzten Totalverlust und tödlichen Zwischenfall der Fluggesellschaft.

## Ermittlungen
Ermittlungen der britischen Flugunfallbehörde sowie der Hongkonger Polizei ergaben, dass die Maschine nach der Detonation eines Sprengsatzes in der Passagierkabine auseinanderbrach und Feuer fing. Ein verdächtiger thailändischer Polizeibeamter, dessen Verlobte und Tochter in der Maschine saßen, wurde angeklagt und zwei Jahre später mangels Beweisen freigesprochen. Er erhielt nach Angaben der Bangkok Post die geforderte Versicherungssumme von 5,5 Millionen Baht. Der Untersuchungsbericht empfahl dringend, den Verkauf von Flugreiseversicherungspolicen in Flughäfen zu unterbinden. Außerdem wurde dringend empfohlen, dass Versicherungsgesellschaften die Flughafenbehörden und Fluggesellschaften darüber unterrichten sollten, wenn sich Passagiere kurzfristig für höhere Summen versicherten.